# Trisapromyza vittigera
Trisapromyza vittigera är en tvåvingeart som först beskrevs av Daniel William Coquillett 1902.  Trisapromyza vittigera ingår i släktet Trisapromyza och familjen lövflugor. Inga underarter finns listade i Catalogue of Life.